# فيلي دي بولز
فيلي دي بولز (بالإنجليزية: Willie Dee Bowles)‏ هي مؤرخة أمريكية، ولدت في 4 فبراير 1912، وتوفيت في 22 نوفمبر 2000.